# チャールズ・L・キャンベル
チャールズ・L・キャンベル（Charles L. Campbell, 1930年8月17日 - 2013年6月21日）は、アメリカ合衆国の音響編集者である。アカデミー音響編集賞を3度受賞している。また1984年から1987年まで映画芸術科学アカデミーの理事を務めていた。

## 生い立ち
ミシガン州デトロイトで生まれる。幼少期に家族と共に西部に移住する。ハリウッド・プロフェッショナル・スクールとロサンゼルス・シティー・カレッジに通った後、ワーナー・ブラザース・スタジオでメッセンジャーとして映画界でのキャリアを始める。

## キャリアと受賞歴
キャンベルはアカデミー音響編集賞を以下の作品で受賞している。
- 1988年『ロジャー・ラビット』[4]
- 1985年『バック・トゥ・ザ・フューチャー』[5]
- 1982年『E.T.』[6]

また1990年の『フラットライナーズ』でもノミネートされている。
2001年にキャンベルは映画音響編集者協会より生涯功労賞を授与された。2014年2月16日、スティーヴン・スピルバーグは映画音響編集者協会主催の第61回ゴールデンリール賞でキャンベルを賞賛した。

## 主なフィルモグラフィ
以下は全て音響編集を務めた映画である。
- シンドバッド 7つの海の伝説 Sinbad: Legend of the Seven Seas (2003)
- キャッチ・ミー・イフ・ユー・キャン Catch Me If You Can (2002)
- アミスタッド Amistad (1997)
- マンハッタン・ラプソディ The Mirror Has Two Faces (1996)
- バルト Balto (1996)
- トリガー・エフェクト The Trigger Effect (1996)
- フリー・ウィリー2 Free Willy 2: The Adventure Home (1995)
- 激流 The River Wild (1995)
- 依頼人 The Client (1994)
- シンドラーのリスト Schindler’s List (1993)
- アンダーカバー・ブルース/子連れで銃撃戦!? Undercover Blues (1993)
- 愛が微笑む時 Heart and Souls (1993)
- フォーリング・ダウン Falling Down (1993)
- ア・フュー・グッドメン A Few Good Men (1992)
- 永遠に美しく… Death Becomes Her (1992)
- あなたに恋のリフレイン The Marrying Man (1991)
- ロケッティア The Rocketeer (1991)
- フック Hook (1991)
- シティ・スリッカーズ City Slickers (1991)
- フラットライナーズ Flatliners (1990)
- ミザリー Misery (1990)
- バック・トゥ・ザ・フューチャー PART3 Back to the Future III (1990)
- 恋人たちの予感 When Harry Met Sally (1989)
- リトル・マーメイド The Little Mermaid (1989)
- ワン・モア・タイム Chances Are (1989)
- バック・トゥ・ザ・フューチャー PART2 Back to the Future II (1989)
- ロジャー・ラビット Who Framed Roger Rabbit (1988)
- 太陽の帝国 Empire of the Sun (1987)
- ロストボーイ The Lost Boys (1987)
- サボテン・ブラザース Three Amigos (1986)
- マネー・ピット The Money Pit (1986)
- 殺したい女 Ruthless People (1986)
- スパイ・ライク・アス Spies Like Us (1985)
- ブレックファスト・クラブ The Breakfast Club (1985)
- バック・トゥ・ザ・フューチャー Back to the Future (1985)
- ロマンシング・ストーン 秘宝の谷 Romancing the Stone (1984)
- スイング・シフト Swing Shift (1984)
- 愛しのレベッカ American Dreamer (1984)
- 大逆転 Trading Places (1983)
- エディ&ザ・クルーザーズ Eddie and the Cruisers (1983)
- E.T. E.T. the Extra-Terrestrial (1982)
- キャット・ピープル Cat People (1982)
- ボーダー The Border (1982)
- ゴースト・ストーリー Ghost Story (1981)
- オールナイトロング All Night Long (1981)
- ユーズド・カー Used Cars (1980)
- クルージング Cruising (1980)
- サンフランシスコ物語 Inside Moves (1980)
- メーン・イベント The Main Event (1979)
- 天国の日々 Days of Heaven (1978)
- アイズ Eyes of Laura Mars (1978)
- ブリンクス The Brink's Job (1978)
- 大自然の闘争/驚異の昆虫世界 The Hellstrom Chronicle (1971)
- 夢のチョコレート工場 Willy Wonka & the Chocolate Factory (1971)